# روبي أودونيل
روبي أودونيل (بالإنجليزية: Ruby O'Donnell)‏ هي ممثلة بريطانية، ولدت في 26 أكتوبر 2000 في وارينغتون في المملكة المتحدة.

## وصلات خارجية
- روبي أودونيل على موقع IMDb (الإنجليزية)